# Szent Ányos
Szent Ányos (latinul: Anianus, franciául: Saint Aignan vagy Agnan, angolul: Aignan), (358, Vienne, Gallia – 453. november 17., Orléans) Orléans püspöke 388 és 453 között. A hagyomány szerint székvárosa az ő imádságára menekült meg Attila király ostromától 451. június 14-én. Ünnepe november 17-én van.
A tihanyi bencés apátság templomának védőszentje nem azonos sem az Anianus nevű 1. századi alexandriai püspökkel, sem az 5. században élt azonos nevű, szintén Alexandriában működő ókeresztény íróval.

## Élete, tisztelete
382-ben szentelték pappá, a Szent Lőrinc-kolostor vezetését bízták rá először, majd 388-ban püspökké választották. 65 éven át volt Orléans püspöke. 451-ben, amikor a hunok ostrom alá vették Orléans-t, a város védelmét is irányító Ányos püspök útra kelt a város megmentése érdekében Arelate-ba (Arles), és az Aëtius hadvezér által vezetett, gótokkal szövetséges római hadakat hívta segítségül. A következőket mondta a püspök a hadvezérnek:
„Azt tapasztaljuk, hogy a hunok megszámlálhatatlan serege a keleten lévő összes tartományt kegyetlen öldöklés közepette elpusztította és azoknak jó néhány nagyszerű városát erőszakkal lerombolta, és már magának Galliának több városa ostrom alatt áll. A mindenható Isten mentse meg azokat a pusztulástól. Félek, hogy ez a vad vihar az én népemet is elpusztítja. Gallia megvédésére Isten után méltóságodhoz fordulok, hogy Isten segítségével siessetek hadrendjeitekkel a hunok ármányságának megfékezésére. Ha ezt, amit tőled kérek, megteszed, tiéd lesz a győzelem minden időre szóló dicsősége.” Miközben ezeket mondta, arcát könnyek árja borította el, és sóhajtozva könyörgött, olyannyira, hogy amit kért, megkapta.
A római felmentő csapatok június 14-én még időben érkeztek, a hunokat Catalaunumnál legyőzték, így a város is megmenekült a pusztulástól.

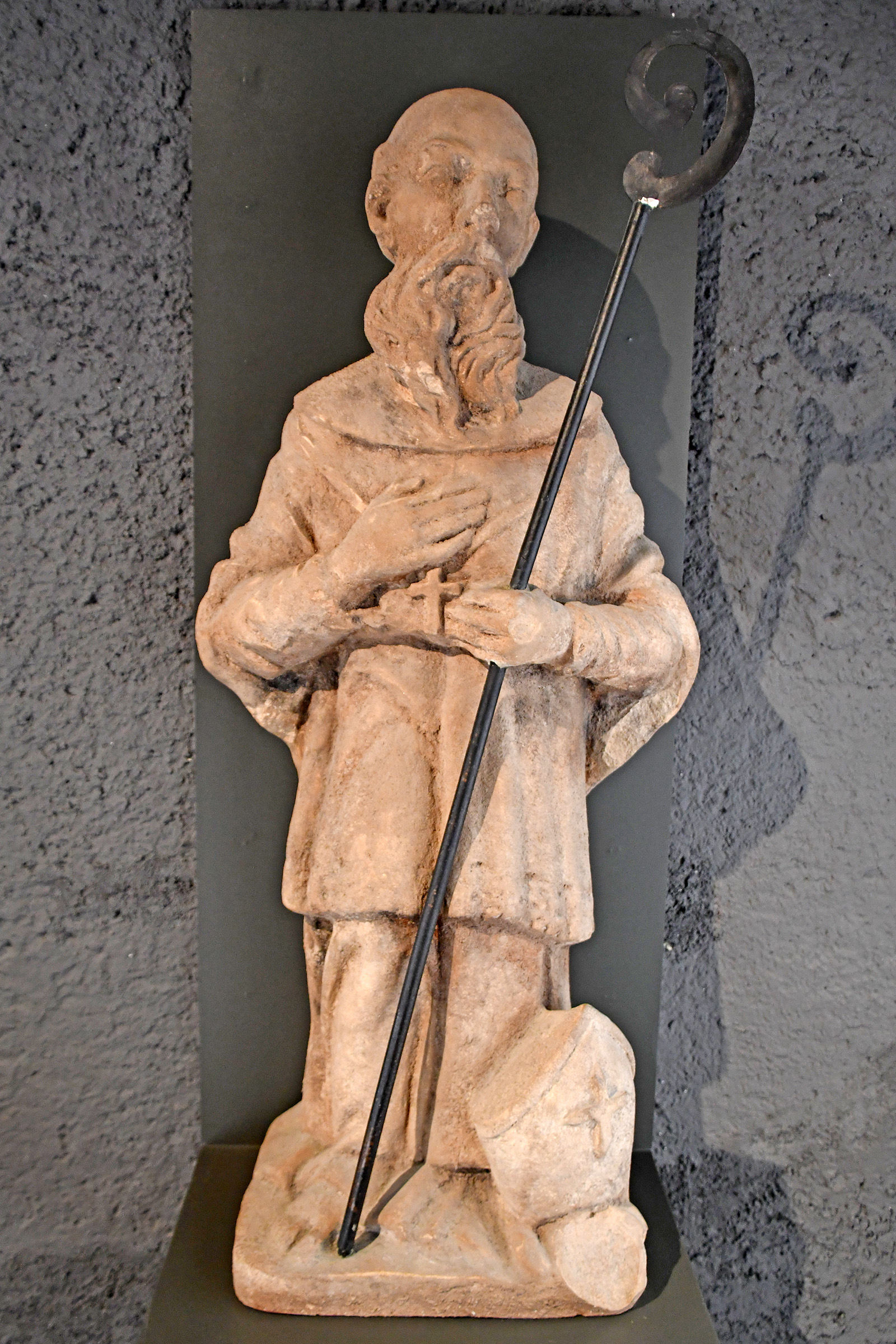
Szent Ányos szobra Tihanyban

A 453-ban elhunyt püspök élettörténete több csodálatos gyógyításról szóló történetet tartalmaz. Így például a következőt: Ányos elhatározta, hogy az orléans-i templom tetejét lebontatja, és az építmény falait magasabbra építteti. Miközben Isten segítségével a megkezdett munka befejezéséhez látott, a sürgés-forgásban egy szerencsétlen esemény történt. Egy Niellius nevű ember, aki a mesteremberek főnöke volt, miközben az állványzaton járt, megcsúszott és leesett úgy, hogy senki sem volt képes a saját lábára állítani. Ányos azonban, mikor látta ezt a szerencsétlenséget, messziről az Úr keresztjét mutatta a leesett ember felé, és nagy sietséggel odafutott. Amikor látta, hogy már csaknem halott, arcára és testére a kereszt jelét rajzolta. S amikor kézen fogta, az tüstént lábára állt. A történteket látván mindenki, aki ott volt, hálát mondott Istennek. A mesterember pedig a fájdalomnak legkisebb jele nélkül visszament oda, ahonnan leesett.
Kultusza a frank királyok körében vált általánossá, akik szerződést, szövetséget, békét kötvén ezeknek megtartására Ányos ereklyéi fölött tettek esküt. Már a Merovingok idejében az országnagyoknak itt, a szent sírja fölött kellett esküvel tisztázniuk magukat az ellenük emelt vádak alól. Ányos Nyugaton a királyok mennyei pártfogója lett.
Bölcs Jaroszláv kijevi fejedelem Anna nevű leánya I. Henrik francia király (1031-1060) felesége lett, Anna testvérét, Anasztáziát pedig I. András magyar király vette feleségül. Ennek a francia–magyar, Capet-Árpád-házi kapcsolatnak a révén válhatott Ányos az András által alapított Tihanyi Bencés Apátság védőszentjévé. Szent Ányos kultusza Magyarországon soha nem terjedt el szélesebb körben. Tihanyon kívül egyedül Marcali templomának ismert egykori Ányos védőszentje.